# Josef Sommer
Josef Sommer est un acteur américano-allemand, né le 26 juin 1934 à Greifswald, en Allemagne.

## Filmographie partielle

### Cinéma
- 1971 : L'Inspecteur Harry (Dirty Harry), de Don Siegel : District Attorney William T. Rothko
- 1974 : Enquête dans l'impossible (Man on a Swing) de Frank Perry
- 1976 : Le Prête-nom (The Front) de Martin Ritt : Commitee Chairman
- 1977 : Rencontres du troisième type (Close Encounters of the Third Kind), de Steven Spielberg : Larry Butler
- 1978 : Oliver's Story : Dr Dienhart
- 1980 : L'Impossible Témoin (Hide in Plain Sight) : Jason R. Reid
- 1981 : Reds de Warren Beatty: State Department Central
- 1981 : Une femme d'affaires (Rollover) : Roy Lefcourt
- 1982 : Le Choix de Sophie (Sophie's Choice) : Narrateur
- 1982 : La Mort aux enchères (Still of the Night) : George Bynum
- 1983 : Meurtre au champagne (Sparkling Cyanide), téléfilm de Robert Michael Lewis (TV) : George Barton
- 1983 : Le Mystère Silkwood (Silkwood) : Max Richter
- 1984 : Iceman : Whitman
- 1985 : Witness, de Peter Weir : Chief Paul Schaeffer
- 1985 : Target de Arthur Penn  : Taber
- 1985 : D.A.R.Y.L., de Simon Wincer : Dr Jeffrey Stewart
- 1987 : Confession criminelle (The Rosary Murders) : Lt. Koznicki
- 1989 : Le ciel s'est trompé (Chances Are), d'Emile Ardolino : Juge Fenwick
- 1991 : Ombres et Brouillard (Shadow and Fog) : Priest
- 1992 : Les Petits Champions (The Mighty Ducks) : Mr Gerald Ducksworth
- 1993 : Malice de Harold Becker : Atty. Lester Adams
- 1994 : Un homme presque parfait (Nobody's Fool) : Clive Peoples, Jr.
- 1995 : Strange Days de Kathryn Bigelow : Palmer Strickland
- 1995 : Moonlight et Valentino de David Anspaugh : Thomas Trager
- 1998 : Lulu on the Bridge de Paul Auster : Peter Shine (scène coupée)
- 1998 : Docteur Patch (Patch Adams) de Tom Shadyac : Dr Eaton
- 2000 : Shaft de John Singleton : Curt Flemming
- 2000 : Family Man : Peter Lassiter
- 2002 : La Somme de toutes les peurs de Phil Alden Robinson : Sénateur Jessup
- 2002 :  Searching for Paradise de Myra Paci
- 2006 : X-Men : L'Affrontement final (X-Men : The Last Stand) : President
- 2007 : Invasion :  Dr Henryk Belicec
- 2008 : Stop-Loss : Sénateur Orton Horwell
- 2010 : Very Bad Cops d'Adam McKay : le Procureur général Louis Radford

### Télévision
- 1989 : Money, Power, Murder. de Lee Philips (téléfilm) : Jack Finley
- 1992 : Les Aventures du jeune Indiana Jones (TV) : Woodrow Wilson
- 1996 : New York, police judiciaire (saison 7, épisode 5) : juge Lawrence Hellman
- 2000 : New York, unité spéciale (saison 1, épisode 15) : Patrick Rumsey
- 2000 : New York, police judiciaire (saison 10, épisode 14) : Patrick Rumsey
- 2003 : New York, section criminelle (saison 2, épisode 17) : Spencer Durning